# Blepharocosta baxtericola
Blepharocosta baxtericola är en insektsart som beskrevs av Taylor 1992. Blepharocosta baxtericola ingår i släktet Blepharocosta och familjen rundbladloppor. Inga underarter finns listade i Catalogue of Life.